# Araneus mendoza
Araneus mendoza este o specie de păianjeni din genul Araneus, familia Araneidae, descrisă de Levi, 1991. Conform Catalogue of Life specia Araneus mendoza nu are subspecii cunoscute.